# Valtatie 13
Pour les articles homonymes, voir Valtatie et Route nationale 13.
La Route nationale 13  (en finnois : Valtatie 13, en suédois : Riksväg 13) est une route nationale de Finlande menant de  Kokkola à Nuijamaa.
Elle mesure 492 kilomètres de long.

## Trajet
La route nationale 13 traverse les municipalités suivantes :
Kokkola – Kronoby – Kaustinen – Veteli – Perho – Kyyjärvi – Karstula – Saarijärvi – Äänekoski – Uurainen – Laukaa – Jyväskylä – Laukaa (bis) – Toivakka – Kangasniemi – Mikkeli – Ristiina – Suomenniemi – Savitaipale – Lemi – Lappeenranta, Nuijamaa.